# Luis Grimaldi
Luis Grimaldi (27 ottobre 1937 – Guayaquil, 27 novembre 2020) è stato un allenatore di calcio uruguaiano.

## Carriera

### Allenatore
Grimaldi ha guidato la LDU Quito nel 1982 e il Nueve de Octubre nel 1984 e nel 1985. Nel 1987 è stato anche allenatore della nazionale ecuadoriana dal match del 5 marzo perso 1-0 contro Cuba a quello del 4 luglio pareggiato 1-1 contro il Perù, per un totale di 11 partite: 2 vittorie, 3 pareggi e 6 sconfitte.